# Donax canniformis
Donax es un género monotípico de plantas herbáceas perteneciente a la familia Marantaceae. Su única especie: Donax canniformis (G.Forst.) K.Schum., Bot. Jahrb. Syst. 15: 440 (1892), es originaria de India.

## Taxonomía
Donax canniformis fue descrita por (G.Forst.) K.Schum. y publicado en Botanische Jahrbücher für Systematik, Pflanzengeschichte und Pflanzengeographie 15(4): 440, in obs. 1893.
Sinonimia
- Thalia canniformis G.Forst., Fl. Ins. Austr.: 1 (1786).
- Phrynium canniforme (G.Forst.) Schrank, Syll. Pl. Nov. 1: 178 (1824).
- Ilythuria canniformis (G.Forst.) Raf., Fl. Tellur. 4: 51 (1838).
- Phrynium canniforme (G.Forst.) Körn., Gartenflora 7: 85 (1858).
- Arundastrum canniforme (G.Forst.) Kuntze, Revis. Gen. Pl. 2: 683 (1891).
- Clinogyne canniformis (G.Forst.) K.Schum. in H.G.A.Engler & K.A.E.Prantl, Nat. Pflanzenfam., Nachtr. 1: 96 (1897).
- Actoplanes canniformis (G.Forst.) K.Schum. in H.G.A.Engler (ed.), Pflanzenr., IV, 48: 34 (1902).
- Donax arundinastrum Lour., Fl. Cochinch.: 11 (1790).
- Maranta tonchat Blume, Enum. Pl. Javae: 36 (1827).
- Maranta arundinacea Blanco, Fl. Filip.: 7 (1837), nom. illeg.
- Maranta grandis Miq., Fl. Ned. Ind., Eerste Bijv.: 616 (1861).
- Arundastrum benthamianum Kuntze, Revis. Gen. Pl. 2: 684 (1891).
- Arundastrum grande (Miq.) Kuntze, Revis. Gen. Pl. 2: 684 (1891).
- Clinogyne grandis (Miq.) Benth. ex Baker in J.D.Hooker, Fl. Brit. India 6: 258 (1892).
- Donax gracilis K.Schum., Bot. Jahrb. Syst. 15: 436 (1892), orth. var.
- Donax grandis (Miq.) Ridl., J. Straits Branch Roy. Asiat. Soc. 32: 176 (1899).
- Actoplanes grandis (Miq.) K.Schum. in H.G.A.Engler (ed.), Pflanzenr., IV, 48: 34 (1902).
- Actoplanes ridleyi K.Schum. in H.G.A.Engler (ed.), Pflanzenr., IV, 48: 35 (1902).
- Donax parviflora Ridl., J. Straits Branch Roy. Asiat. Soc. 54: 59 (1910).[1]